# Phaenandrogomphus asthenes
Phaenandrogomphus asthenes – gatunek ważki z rodziny gadziogłówkowatych (Gomphidae).